# Karikil
Karikil is een bestuurslaag in het regentschap Kota Tasikmalaya van de provincie West-Java, Indonesië. Karikil telt 7736 inwoners (volkstelling 2010).